# Перун
Перу́н (дав.-рус. пєроунъ) — язичницький бог слов'ян і балтів, верховний бог у Київській Русі IX—X ст., володар неба, повелитель грому і блискавки, бог родючості, пізніше покровитель князів та їхніх дружинників, військової справи. Верховним богом усієї Київської Русі Перун став за князів Ігоря, Святослава і Володимира Великого, витіснивши з цього статусу місцевих божеств різних регіонів. Батьком Перуна вважали Білобога.
У поєднанні язичницьких уявлень про богів з християнськими уявленнями про святих бог Перун був заміщений Іллею Громовержцем, якому теж приписувалося повелівання громом і блискавками (дні їхніх свят збігалися — 20 липня за старим стилем). Деякі риси Перуна успадкував також архангел Михаїл і святий Юрій Змієборець.

## Етимологія імені
Щодо походження імені «Перун» (прасл. *Perunъ) існує кілька версій.
- Згідно з першою, особове ім'я *Perunъ утворено від дієслова *pьrati («бити, ударяти», пор. укр. прати) і суфікса діяча -unъ (пор. «бігун», «стрибун» тощо)[13]. Таким чином, враховуючи, що Перун вважався покровителем війська, а отже і битв (пор. укр. заст. пря «бій», «боротьба», «борня»), ім'я Перун має значення «Той, що пере, б'є, ударяє (громом і блискавкою), заохочує на прю». Подальше перенесення: «бог грому» → «грім, блискавка»[13] закріпилось в слов'янських мовах ідентичними словами, що позначають грім і блискавку — заст. укр. перун («грім»), заст. біл. пярун, заст. рос. перун («блискавка»), пол. piorun («грім»)[14]. У сілезькому діалекті польської використовується вигук «Jerunie!»[15].
- Ще одна версія припускає для прасл. *Perunъ зв'язок з грец. κεραυνός («грім, блискавка»), утвореного від κεραϊζω («руйную, спустошую»)[13].
- Висловлювалася малоймовірна гіпотеза походження *Perunъ від гот. *Faírhūns (пор. faírguni — «гори»), а також гіпотеза іллірійського походження[13].
- Ряд дослідників зіставляє ім'я Перуна з іменами богів-громовержців в інших індоєвропейських народів: з лит. Perkūnas, латис. Pērkons, д.-інд. Parjánya, хетт. Pirwa-[16] та ін.[17][18]. У литовській perkūnija означає «гроза», у латиській pērkons — «грім». Балтійські слова часто порівнюють з давньоскан. Fjǫrgynn (ім'я певного бога), Fjǫrgyn («мати Тора»), гот. faírguni («скеля, гори»), лат. quercus («дуб»), алб. perënde («бог»)[13].

Деякі дослідники взагалі заперечують спорідненість праіндоєвропейських *perō(ṷ)nos і *perūn(V): їхнє зближення відбулося пізніше під впливом народної етимології.

## Образ і функції

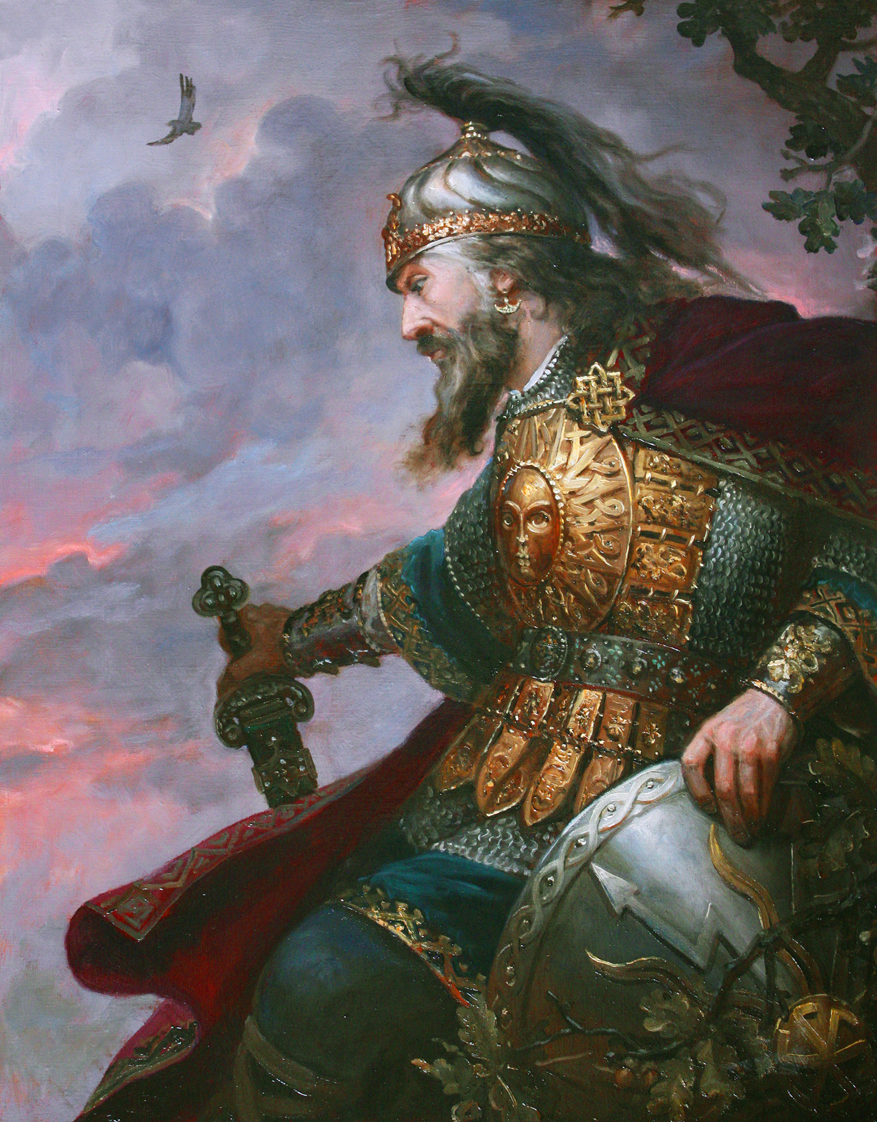
Перун-громовержець на картині Андрія Шишкіна, 2013 р.

Функціонально Перун аналогічний божествам-громовержцям інших індоєвропейських народів: грецькому Зевсу, римському Юпітеру, германському Тору, індійському Індрі. Існують припущення про спорідненість Перуна з давньогрецьким небесним титаном Гіперіоном. Головні функції Перуна — це керування блискавками, громами та проливання на землю дощу. Також переймав на себе Сварогове опікунство вогнем і залізом, військовою дружиною та її очільником (князем), звідки і його паралелі з римським Марсом і кельтським Таранісом. Отримання Перуном військових функцій, як і статусу верховного божества, відбулися внаслідок збільшення впливу верстви вояків. Імовірно, що Перун мав декілька регіональних і сезонних іпостасей, що в міфології балтійських слов'ян розділилися на окремих богів, таких, як Прове. Ярило, можливо, був весняною іпостассю Перуна.
Перун постає дарувальником вогню як небесного (блискавки), так і земного. «Перуновими каменями» чи «стрілами» в народі називалися скам'янілі рештки белемнітів, стародавні кам'яні знаряддя, фульгурити. Видобування вогню тертям дерева об дерево теж могло пов'язуватися з Перуном, з огляду на що цей бог виступає культурним героєм, який приніс людям вогонь. Такий спосіб отримання вогню показаний у назві «Перунова палиця». Символи Перуна включають набір тварин і рослин червоного чи рудого, «вогняного» кольору: півень, телець, вепр, калина.
Стріли та сокири — поширені атрибути культу Перуна, хоча його первісною зброєю напевне була палиця (довбня, дубинка), що стосується добування вогню. В іконографії, перейнятій зображеннями святого Іллі, Перун постає вершником або їде на колісниці та вражає своєю зброєю змієподібного ворога. Цей ворог первісно — бог Велес (Волос) за припущеннями В'ячеслава Іванова та Володимира Топорова, в казкових варіантах — Змілуан, змій, чорт, диявол, богатир Тугарин Змій, який послідовно ховається від Перуна в дереві, камені, людині, тваринах і врешті у воді. Цим пояснювалося чому в грозу не можна ховатися під деревом або в воді  — адже там ховається нечисть і разом з нею блискавка уб'є й людину. Дерево, в яке влучила блискавка, заборонялося використовувати для будівництва, а хату, що загорілася від блискавки, не можна було гасити.
Походження войовничого образу Перуна на колісниці сягає III—II тис. до н. е., коли одновісні колісниці використовувалися кочівниками. Саме в цю епоху відбувалося розселення індоєвропейців з притаманними їм використанням коней, колісниць, зброї з бронзи, що потім отримало відбиття в образі бога-покровителя війська.
Можливо, як припускав український філолог Віктор Ужченко, згадуваний в казках і приказках цар Горох є Перуном, у функції якого входило також карати за непослух. Звідси звичай ставити неслухняних дітей коліньми на горох. Казковий персонаж Котигорошко теж може бути Перуном або пов'язаним із ним. В українській традиції горох, перець, інше кулеподібне насіння співвідносилося з водою та грозовою стихією. Тому дитина, народжена після споживання гороху, постає сином бога грози. Слово «перець» розповсюджене в українських фразеологічних зворотах, як-от «всипати (дати) перцю» — суворо покарати, «з перцем (перчиком)» — позначає дуже запальну, гарячу, гостру на язик людину. Зв'язок Перуна з вогнем у формі небесних світил можливо отримав відбиток у казках, де герой після боротьби повертає викрадені Сонце, Місяць і зорі та встановлює їх на місце, відновлюючи космологічний порядок.
В Радзивілліському літописі ідол Перуна зображений тричі, в усіх випадках як оголений чоловік зі щитом і жезлом або списом чи стрілою. Німецький мандрівник Адам Олеарій описував ідолів Перуна як людину з кресалом в руці, схожим на стрілу чи промінь. В Новгороді знайдено металеві зображення Перуна. Перша знахідка — це свинцева фігурка в формі людини в довгій сорочці, з вусами, що впирається руками в боки, і яка стоїть на стовпі. Друга — металева підвіска, що зображає чоловіка в сорочці й шапці, котрий також впирається руками в боки.

## Культ Перуна

### Характерні риси

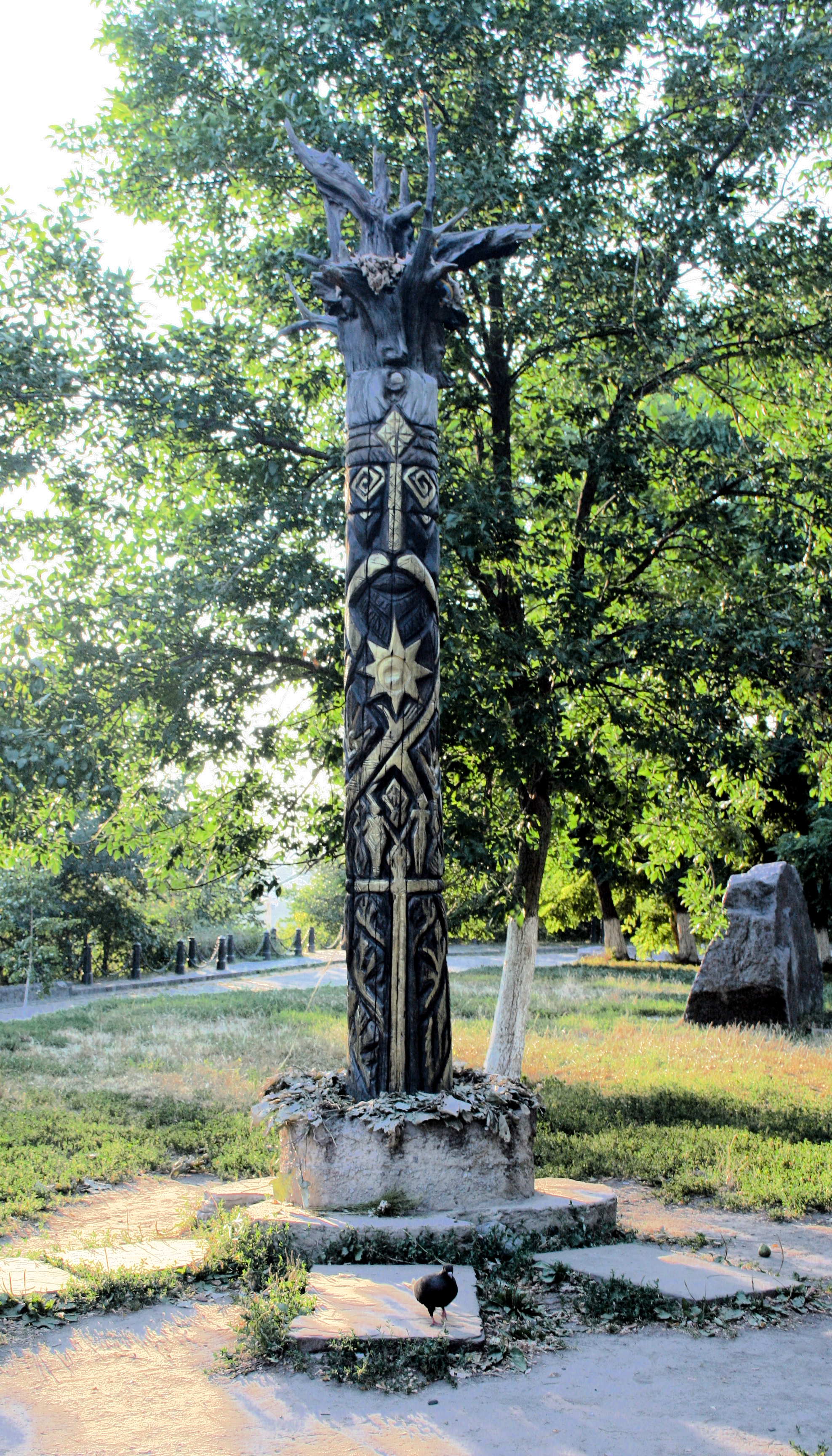
Кумир Перуна, який існував у Києві у 2009—2012 р.р.

Ареал культу Перуна охоплював слов'ян і балтів, однак у балтських писемних джерелах відображення не отримав. За припущеннями деяких істориків, він перейняв елементи культу скандинавського бога-громовержця Тора та був запозичений у варязьких дружинників, які перебували на службі в руських князів. Наприклад, покладання зброї біля ніг ідола або прокляття на голову порушникам присяги. Проте невідомо чи були такі елементи новими, чи наклалися на аналогічні місцеві звичаї. В усякому разі князь Володимир встановив ідолів Перуна в Києві та Новгороді вже після того, як політично віддалився від варязької частини своєї дружини.
Про давність обрядів балто-слов'янської традиції, пов'язаних із вшанування Перуна, свідчить те, що бог у віруваннях б'є кам'яною блискавкою. Такими блискавками вважалися викопні кам'яні знаряддя, а також белемніти, фульгурити, що використовувалися як обереги. В Україні вони знані як «громові стріли», або «стріли божі», у сербів називаються — «strijela», у словенців — «strela». Подекуди, як-от серед мазурів, фульгурити виділялись окремо як «божі палички», протиставляючись викопним людським знаряддям («перуновим клинцям»). Такі предмети клали до колиски немовляти, ним натирали вим'я корови, що втрачала молоко, південні слов'яни ховали його під дахом будинку, щоб уберегтися від блискавки. Перунові стріли використовували для лікування хвороб очей, зняття пристріту, під час пологів.
Атрибутом божества вважали також сокиру. Її так само як і «стріли», клали під ліжко породіллі, на поріг хліва, на поле під час сівби та проти граду. Перунова зброя оберігала від нечистої сили і хвороб. Звідси походить загальнослов'янський звичай бити по голові каменем або залізом після того, як ударить перший весняний грім. Перейняття Перуном функцій бога-коваля може розглядатися як модернізація його образу з завершенням кам'яної доби та переходом до обробки металів, що відбулося в Східній Європі та Малій Азії на початку II тис. до н. е.

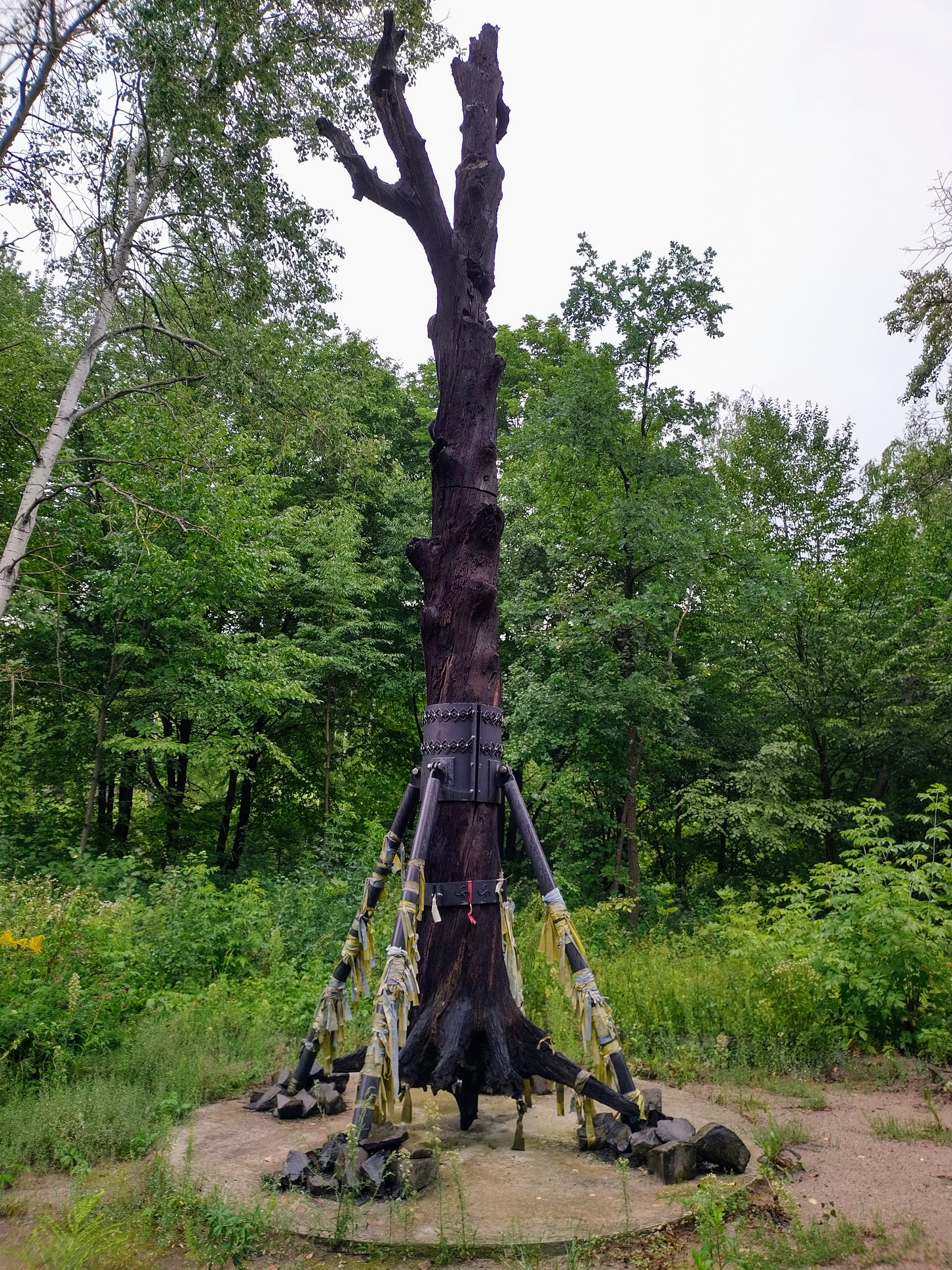
Дуб Перуна на території «Музею просто неба в Пирогові»

Опіка Перуна над дощами відображена в ритуалах викликання дощу. Так, якщо болгарське село потерпало від посухи, діти виконували танок, під час якого обирали дівчину дошлюбного віку (бажано останню дитину жінки перед втратою здатності вагітніти). Танцюючи, вони проходили через усе село, а старі жінки обливали обраницю водою. Під час ритуалу дівчина мала бути голою, за винятком прикрас із трави і квітів. У Далмації інші учасники обряду тримали в руках добові гілки. У Болгарії та Македонії цю дівчину в піснях називають Перепуною, Пеперуною тощо. У греків є персонаж на ім'я Перперуна, в албанців — Перперона, у румунів — Пірпіруна. В болгарів це Додоля, Дудуля, Дідюля, в сербів Додоля. У болгарів також відомий обряд удаваного полювання на змію з метою викликати дощ: учасники голими виконували танок, ставши в коло, при цьому зав'язували очі. Потім криками «відганяли змія» та сходилися назад у коло. В слов'ян поширене вірування, що на свято Перуна (Іллі) нечиста сила перетворюється на змій, тому змій цього дня належало вбивати палицями. Також заборонялося їсти виловлену цього дня рибу, адже вона може виявитися чортом. Не можна було голосно кричати аби нечиста сила не змогла вселитися в людину через рот.
Свято Перуна відзначалося 20 липня, в християнські часи, співпадаючи зі святом святого Іллі, а 12 липня відбувався вибір жертви богу. За християнських часів це були баран або бик. В народних віруваннях Ілля, продовжуючи вірування про Перуна, править грозовими хмарами, забезпечує родючість полів, а блискавками проганяє демонів і богохульників. Обряди, пов'язані з Перуном, відтворюють міф, у якому Перун перемагає змія, після чого на землю проливається дощ. Імовірно, що в міфі реалізувався і поширений мотив визволення викраденої нареченої. Звідси ритуали викликання дощу шляхом обливання жінки водою.

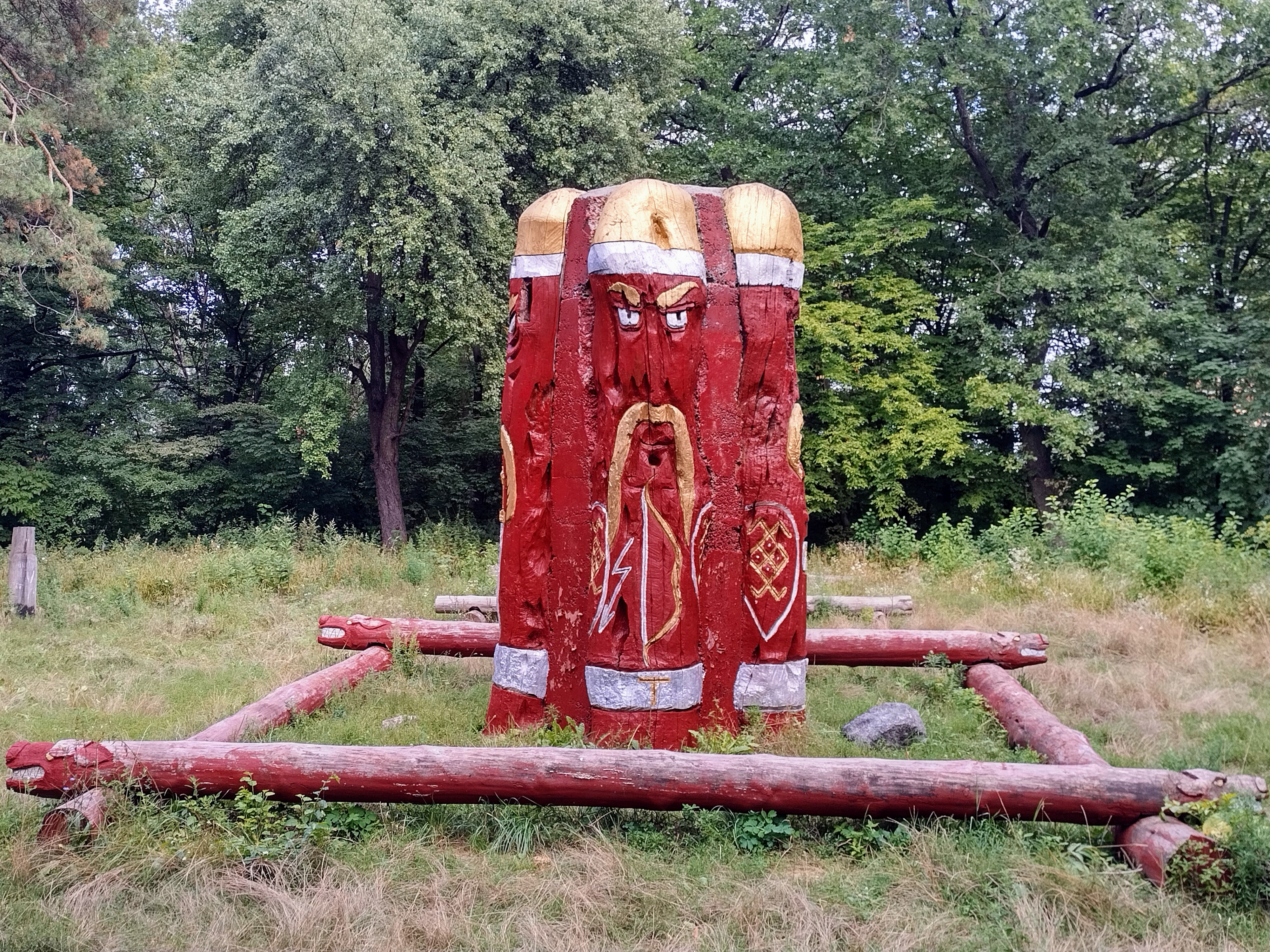
Чотирьохликий Перун (Лиса гора, Київ)

Характерною рисою обрядів Перуна було шанування дерев, зокрема дубів і дубових гаїв. Ідоли Перуна встановлювалися на узвишшях, що відображено в численних назвах височин, пов'язаних з іменем Перуна. Візантійський імператор Костянтин VII Багрянородний згадував дуб, що ріс на острові Хортиця, і де приносилися жертви, а по колу втикалися стріли. В грамоті галицького князя Лева Даниловича, що датується 1302 р. та в якій визначаються межі володінь єпископа Перемиського, згадується Перунів Дуб як один з кордонів: «…а від тієї гори до Перунова Дуба горі схилу бути володінням єпископа Перемишльського».

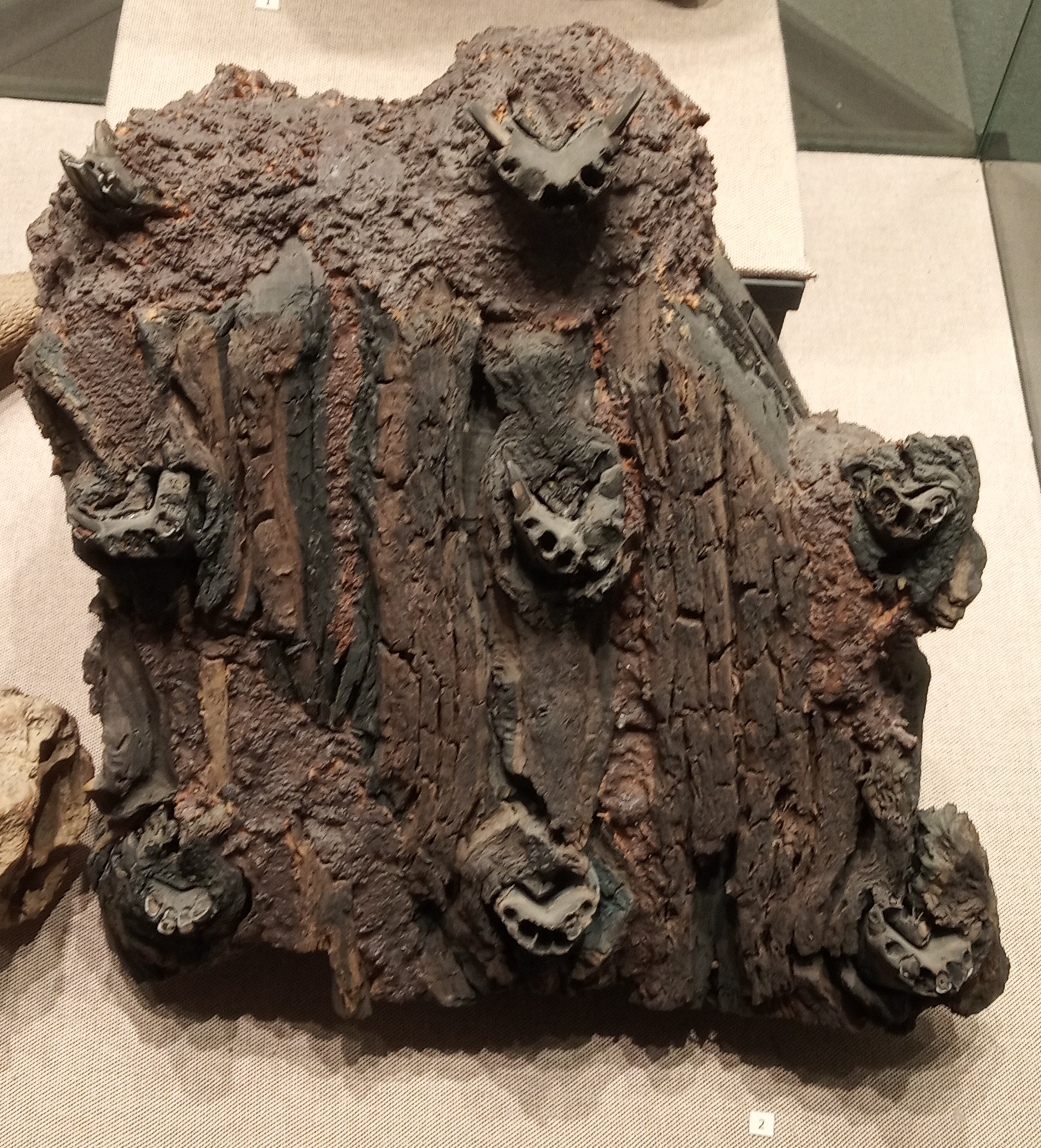
Фрагмент «Перунового дуба», близько середини VIII ст.

Борис Рибаков писав: «Двічі наука збагатилася знахідками справжніх священних дубів язичницького часу. Першу знахідку зроблено в 1909 р. За 8 км від гирла Десни поблизу Микільського монастиря з води було витягнуто стовбур дуба близько 20 м довжини. Дуб загинув порівняно молодим — судячи по річних кільцях, йому було близько 150 років. Свого часу в товщу стовбура були врізані і встигли врости в деревину чотири кабанячих щелепи, розташовані квадратом. Щелепи належали молодим кабанам. Друга аналогічна знахідка дубового стовбура з кабанячими іклами була зроблена в 1975 р., неподалік від першого у Дніпрі, нижче гирла Десни. На висоті 6 м від коренів у стовбур дуба були також вживлені 9 кабанячих щелеп, що утворюють фігуру квадрата зі стороною 34 см. Нижня частина стовбура носить сліди вогню. Дата з 14С — приблизно середина VIII ст. н. е.» Імовірно, що один з цих дубів був саме тим дубом, який описував імператор Костянтин.
У Києві та Новгороді ідоли Перуна стояли на пагорбах. У Третьому Новгородському літописі збереглася назва височини Перинь, присвячена Перунові, ідол якого знесли в 991 році: «…і требища знищ і Перуна посічи, що у великому Новеграді стояв на Перині». Існування цього стародавнього святилища підтверджується археологічними розкопками, здійсненими в середині XX століття Валентином Сєдовим. Ім'я Перуна збереглося також у численних топонімах по усій Слов'янщині, зокрема, у південних слов'ян: Перуновац, Перуні Врх, Перунічка Глава, Перунова рень (мілина) та ін., у середньовіччя у них окремі дуби, ліси й села мали ім'я Перуна. Існують подібні топоніми і в Україні, наприклад лісове урочище Перуни поблизу с. Хрещатик Канівського району на Черкащині, Перунова скеля поблизу с. Цибулеве Знам'янського району Кіровоградської області та ін.
Перун асоціювався з числом 4, що виражається в характеристиці четверга як «дня Перунового» в полабській традиції та чотири (восьми-)членній структурі його святилища в Перині під Новгородом. Те, що четвер в архаїчній традиції співвідносився з грозою, підтверджується стійким виразом в сучасній українській мові «після дощику в четвер».
Згадуване в літописах утоплення ідола Перуна в Києві напевне не було винятковою подією. Навпаки, періодичне утоплення ідолів або ляльок могло відбуватися на рівнодення чи сонцестояння. Ймовірно, існував звичай щорічно сплавляти зображення божества за річкою. Саме цей випадок вирізнявся тільки показовим зневажанням бога, ідола якого волокли, прив'язавши до кінського хвоста, та били палицями.

### Історія культу Перуна

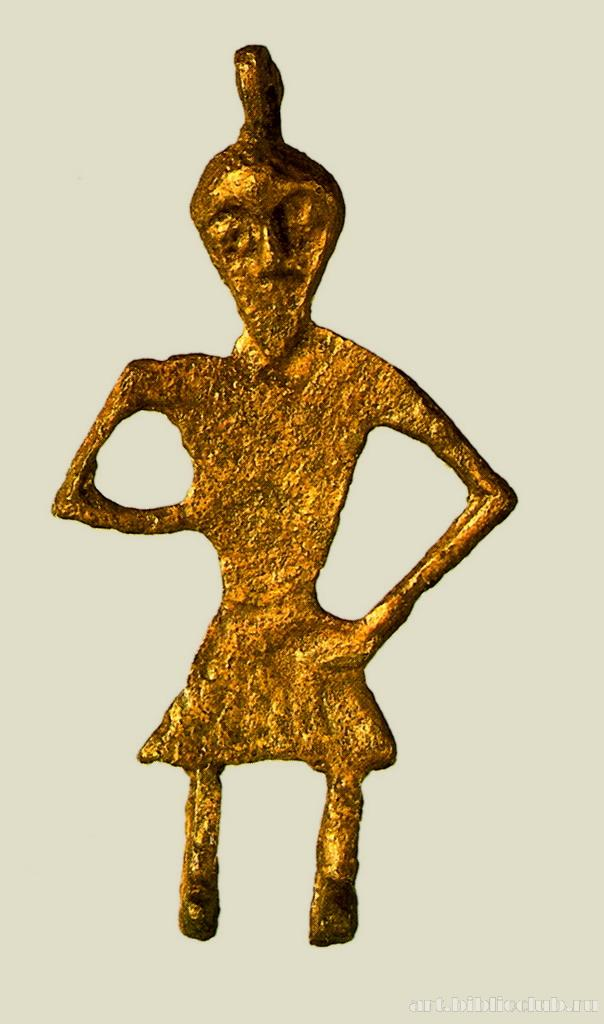
Бронзова фігурка Перуна з Новгорода (між 1100 і 1200 р.р.)

До середини V ст. до н. е. в межах території сучасної України склався досить чіткий загальновизнаний пантеон, на чолі якого стояв бог, що в скіфів знаний як Папай, а у праслов'ян як Сварог, але ще не Перун. Перун не завжди був верховним богом і слов'янського язичництва. Так, у пантеоні Збруча Перун посідав третє місце (у трактуванні Рибакова Мокоші та Лади, а пізніше — після Лади та Велеса). На думку таких дослідників, як Олександр Гільфердінг, верховним богом слов'ян був Сварог, але він віддавав Перуну правління земним світом. Борис Рибаков стверджував, що верховенство мав Род (можливо це інша назва Сварога). За матеріалами, зібраними Адамом Олеарієм, складовою культу Перуна було підтримання вічного вогню, що розпалювався дубовим деревом; допущення згасання цього вогню каралося смертю. Зростання значущості Перуна почалося в VI ст. під час походів слов'ян на Балкани. Імператор Костянтин згадував, що на острові Хортиця ріс священний дуб, біля якого руси, пливучи в Константинополь, приносили в жертву живих півнів, хліб і м'ясо, втикали по колу стріли. Можливо, що саме цей дуб затонув у середині VIII ст. і був знайдений в 1975 році.
На межі VIII—IX ст. у східних слов'ян з'являється грошовий обмін. Разом з цим зміцнювалися економічні та культурні зв'язки між окремими групами східних слов'ян, їхніми князівствами та союзами племен. Археологічні матеріали та письмові джерела свідчать, що на цей період припадає розквіт язичницької релігії. За князів Ігоря, Святослава і Володимира на перше місце в загальному слов'янському пантеоні Русі висунувся Перун — покровитель воїнів, зброї, воєн, що пов'язано з оформленням державності. Перун потіснив Велеса — покровителя скотарства. Але першим з київських князів, хто поставив Перуна над іншими богами, міг бути ще Олег. Легенда про його смерть від змії може розглядатися як «розплата» за те, що він знехтував богом Велесом на користь громовержця. Після успішних військових дій проти Волзької Болгарії, розгрому хозарів і воєн на рівних з Візантією, київські дружинники здобували дедалі більший вплив і прагнули поставити над рештою богів свого покровителя — бога грози й перемог Перуна.

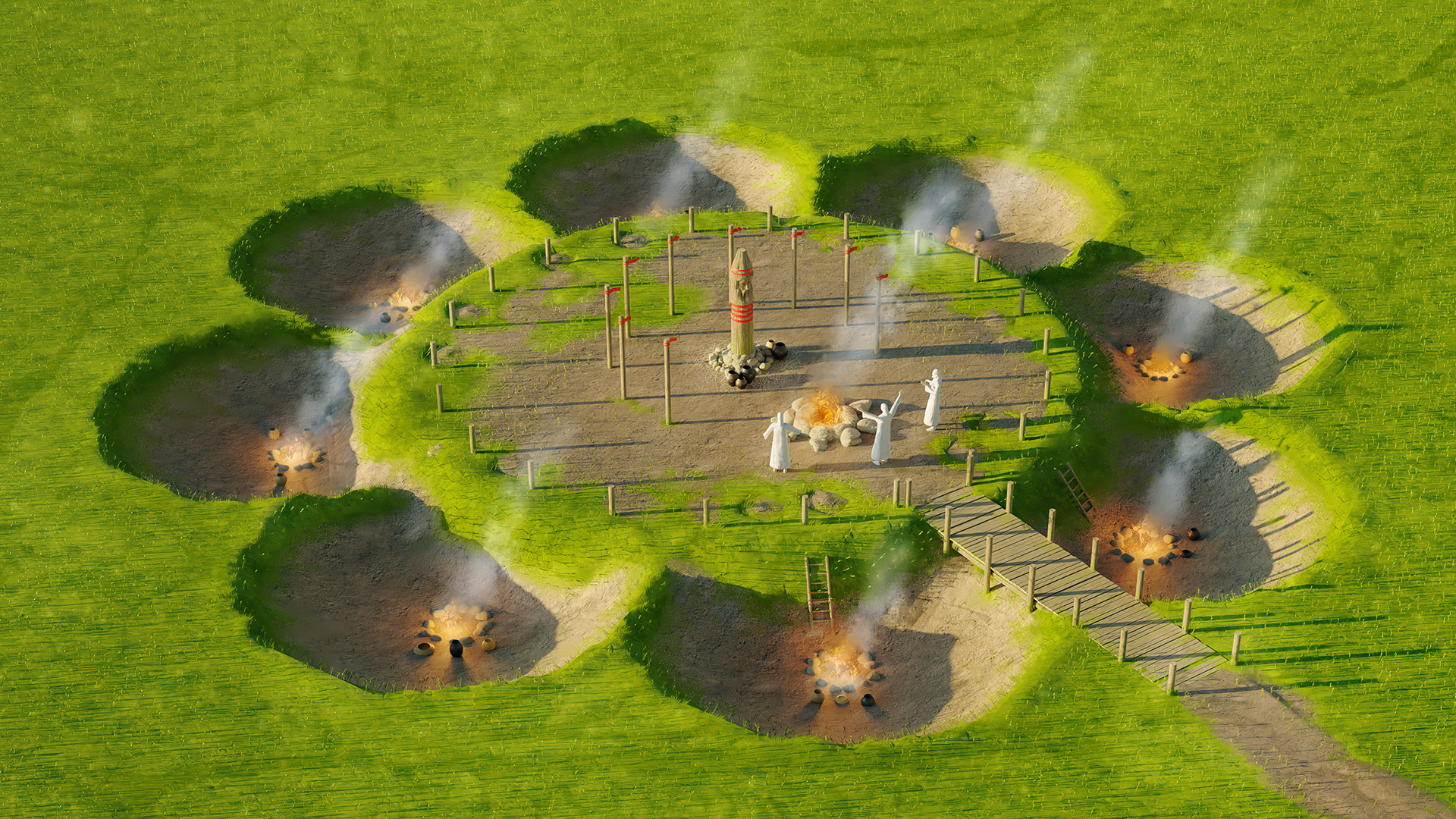
Можливий вигляд святилища Перуна в Перині (Новгород)

Одне з найбільших святилищ Перуна розташовувалося біля городища Богит, його основні конструкції належать до IX—X ст., розміри складають від 50 до 100 м. Всередині містилися ями близько 15 м у діаметрі, розташовані в формі восьмипелюсткової квітки. Подібно виглядало і святилище в Новгороді.
Князь Володимир у спробі зробити релігійну реформу, створив загальний пантеон, до якого увійшли Перун, Хорс, Дажбог, Стрибог, Симаргл і Мокош. Ідол Перуна як верховного бога вирізнявся золотими вусами та срібною бородою. Підставами для цієї реформи були прагнення підкреслити суверенність Русі щодо християнської Візантії (християни вже майже століття мали суттєвий вплив на Русі), укріпити власне становище як князя та воєначальника, і знизити авторитет варягів. Київ мав стати центром проведення великих релігійних церемоній. Імовірно, що князь Володимир зруйнував кам'яний храм на Перуновому пагорбі в Києві (розташований біля зведеної пізніше Десятинної церкви), а каміння з нього використав для будівництва власного капища в 980 році. Проте ця реформа язичництва зустріла хвилю антикиївських виступів, які Володимир придушував силою. Язичницькі реформи Володимира особливо не схвалювалися його підданими в Новгороді. Після встановлення там у 983 році ідола Перуна замість місцевої шанованої богині (можливо Лади), місцеві жителі не замінили капище бога-громовержця на церкву Іллі, як відбувалося зазвичай. Натомість вони збудували церкву Різдва Богородиці, в подобі якої продовжували поклонятися своїй богині, а престольне свято поєднали зі святом рожаниць. Також проти культу Перуна виступало неслов'янське населення на кордонах Київської Русі. Володимир врешті вдався до радикальнішого рішення — прийняття монотеїстичної релігії.
За Костянтином Багрянородним, коли в 988 році Володимир запровадив на Русі християнство, а старих ідолів наказав скинути в Дніпро, то цілий ескорт проводжав дерев'яного Перуна до Порогів, де потім виникло село Перунове. В Криму за імператора Костянтина, в місті Фули, ріс священний дуб, зрубаний за його наказом (хоча немає вказівок, що дуб був присвячений саме Перуну).
Імовірно, що заміщення Перуна святим Іллею почалося ще задовго до хрещення Русі, коли частина київської еліти прийняла християнство. Так у договорі князя Ігоря Рюриковича 945 р. з Візантією йдеться про русів, котрі клялися Перуном і про християн, які складали присягу у соборній церкві святого Іллі. Образ святого Георгія як змієборця також заступав образ Перуна і в народних віруваннях перейняв його риси: подолання демонічного змія, порятунок викраденої дівчини, керівництво «небесними стадами» хмар. Християнство порівняно легко було прийняте язичниками через те, що замінило форму, але не зміст народних вірувань. Активне вшанування дубів відбувалося в Литві ще в XVI ст.
Сучасне свято Перуна припадає на 20 липня (за православним календарем — 2 серпня) або 21 липня. Під час святкувань на честь Перуна рідновірами організовуються змагання з бою та перетягувань каната.

## Реконструкція міфів про Перуна

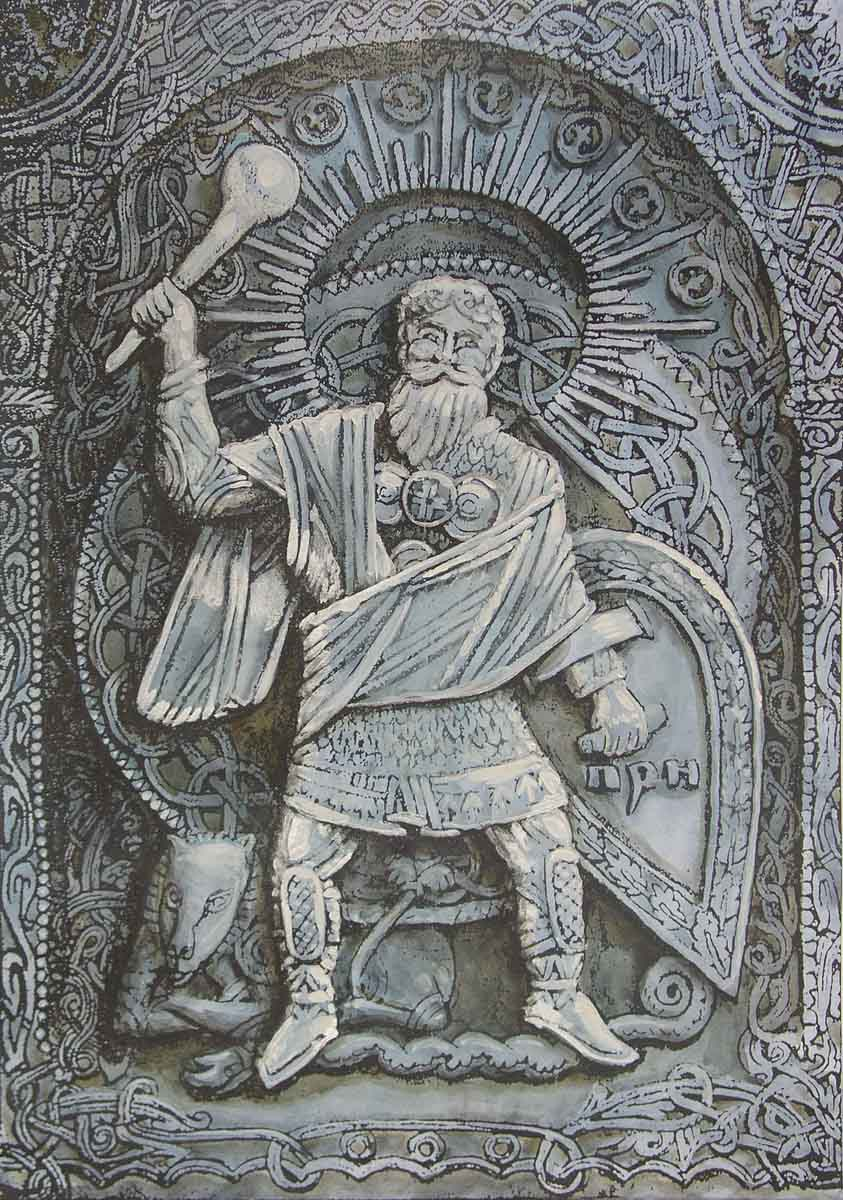
М. Пресняков (1998). Перун.

Збережені в казках елементи міфів дозволяють скласти уявлення про сюжет Перунових міфів. У них Перун бореться проти персонажа, котрий переховується в різних місцях. Ім'я цього бога в казках — Перун, Перкунас, Пьорун, Бог, пророк Ілля, Юрій Змієборець, людина-богатир, у руських билинах — Ілля, або Добриня. На Русі роль ворога виконує змій, диявол, чорт, негативний богатир Тугарин Змій. Під час боротьби з кочовиками назва «змій» переноситься на них, про що свідчать руські казки й назва Змієвих валів, котрі мали охороняти Київську Русь від степових кочовиків. Однак у західних слов'ян назва «змій» переноситься на небесну істоту з позитивними рисами, божого помічника, а ворог із демонічними рисами дістає назву смока, або цмока. В білорусів паралелі з Перуном мають богатирі-осилки, що за переказами володіють кам'яною зброєю та розбивають камені.
В основі таких оповідей володар грози перебуває на горі, в небесах разом із сонцем і місяцем або на вершечку розділеного на три частини дерева, оберненого до чотирьох сторін світу. Його ворог — унизу, серед коріння дерева, на чорному руні. Він краде худобу й переховує її в печері за скелею, після чого ховається за людиною, конем чи коровою, під деревом або каменем. Бог грози на коні або стоячи розбиває дерево блискавкою чи молотом, спалює його, розбиває камінь. Після перемоги вивільняються води, і на землю падає дощ. Супротивник зникає в підземних водах.
Аналогії ворогів Перуна можна відшукати і в індоєвропейському світі, і навіть далі на євразійському просторі. Так, у скіфському мистецтві наявний образ змієногої богині. Геракл-Таргітій бореться проти змії-почвари. Однак більшого поширення набув чоловічий образ Перунового ворога, в якому прослідковуються аналогії з індоіранською міфологією: суперечка й бій між Індрою та змієм Вритрою, який ховає від Індри худобу і воду, чим провокує того замкнути супротивника у скелі. Аналоги битви зі змієм відомі в багатьох культурах: у Греції Зевс бореться з Тифоном, Аполлон — з Пітоном, месопотамський Мардук перемагає морську богиню-драконицю Тіамат, хетський бог повітря Тешуб — Іллуянку, єгипетський Ра — Апопа, Тор — Йормуганда.
Такі дослідники, як російські лінгвіст В'ячеслав Іванов і філолог Володимир Топоров, вбачали в змієві, що протистоїть Перуну, бога Велеса. До такого висновку вони прийшли на підставі, що в народній культурі є святий Власій (Блажей), покровитель свійських тварин, який став спадкоємцем Волоса, котрому відповідає ведичний демон Валі, супротивник Індри. Александр Ґейштор вважав таку ідею спокусливою, проте недостатньо обґрунтованою лінгвістично.
Російський філолог Микола Квашин-Самарін приписував поморським слов'янам переказ про те, як Білобог посилає Перуна повернути сонце, викрадене Чорнобогом. Перун заморожує море, в якому купався Чорнобог, однак, той звільняється з-під криги та хапає Перуна за ногу, видерши шматок плоті зі стопи. Щоб утішити Перуна, Білобог створює людей з увігнутими стопами; Перунова блискавка відтоді «бігає» кривим шляхом.

## Писемні згадки про Перуна

### Релігійна та географічна література
Прокопій Кесарійський в VI столітті описує віру слов'ян і антів, які «майже в усьому здавна живуть однаково» та мають «одну мову, просту і варварську», де він згадує єдиного бога, хоча не називає його Перуном:
|  | ...Ці народи, слов’яни й анти, не підлягають одній людині, а з давніх-давен живуть у демократії... майже в усьому іншому обидва варварські народи здавна живуть однаково. Єдиного бога, громовержця, визнають вони владикою всього світу і в жертву йому приносять биків і всякого роду священних тварин. Долі вони зовсім не знають і не приписують їй ніякого впливу на людей. Коли їм загрожує смерть, під час хвороби чи на війні, вони дають обітницю, що, коли врятуються від смерті, то негайно принесуть за врятування життя жертву богу, — і коли небезпека минула, приносять жертву і вважають, що цим купили своє врятування. Поклоняються також рікам і німфам, і іншим божествам, і всім їм приносять жертви; під час цих жертвоприношень ворожать... У тих і других варварів одна мова, проста і варварська; не відрізняються вони одні від одних і зовнішнім виглядом. |

У повчаннях проти язичництва «Про ідолів Володимирових»:
|  | Першим постави началнійшаго кумира. Іменемъ Перуна бога грому і блискавки і хмар дощових на пагорбі високому над Буричевим потоком подобою члвечку. Тулов його бе від дерева хітростне ізсечен главу імущь злиття від сребро вуха Злати нозе залізні. В руках ж держаше камен за подобою Перуна палающа. Рубінами. І каръбуклем прикрашений… |

В «Ходінні Богородиці по муках» XIII століття є версія, що Перун, Троян, Хорс і Велес — це імена людей, яких із часом стали шанувати як богів. Така ж думка присутня в «Слові і одкровенні святих апостолів» (XIV ст.).
Арабські автори IX—XIII століть, що описують слов'ян і русинів, передають багато інформації про їхні звичаї, не називаючи імен богів, з якими вони пов'язані. Араби називають слов'ян і часто русинів «вогнепоклонниками». В чеському церковному словнику XIII ст. «Mater Verborum» Перун уподібнений Юпітеру.

### Згадки в літописах

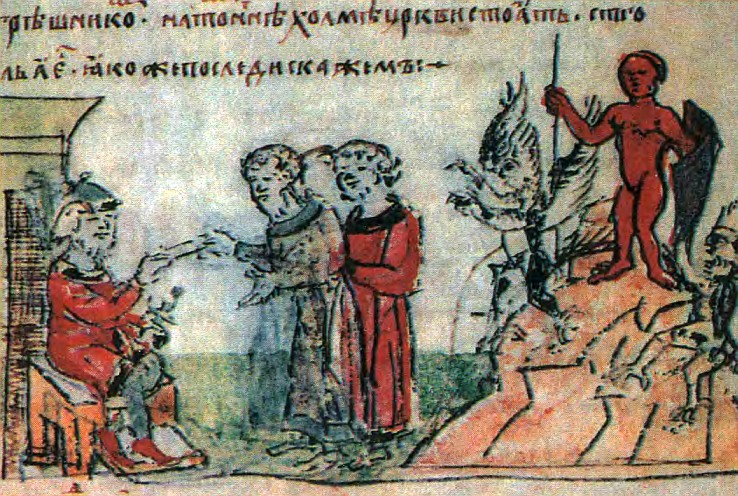
Ідол Перуна в Києві, малюнок з Радзивіллівського літопису

Згідно з Повістю врем'яних літ в 907 році іменами Перуна та Велеса клявся князь Олег і його військо, коли укладався мир з візантійськими співімператорами Леоном і Олександром. За нею ж князь Ігор з військом покладали до ідола Перуна в 945 році зброю, щити й золото, коли укладали мир з імператором Костянтином VII. В 980 за князя Володимира Перун був головним божеством Київської держави й символом державного єднання. Ідол Перуна стояв на одному із київських пагорбів: він був дерев'яний, мав залізні ноги, срібну голову та золоті вуса. Повість врем'яних літ стверджує, що богам приносилися людські жертви. Вказується й те, що воєвода Добриня поставив у 980 році в Новгороді ідол Перуна.
Густинський літопис згадує, що Перуна вшановували вічним вогнем, розпалюваним дубовим деревом, і гасіння цього вогню каралося смертю. Там же описується повалення й потоплення ідолів Перуна в Києві та Новгороді.
Костянтин VII Багрянородний у своїх записках відзначив, що руси у часи походу на Царгород приносили під великим Священним Дубом у жертву птахів, хліб і м'ясо.
Перун згаданий в численних повчаннях проти язичництва, у «Слові о мздоіманії» (список XVI століття) і в «Слові про покаяння» тощо.

## У популярній культурі

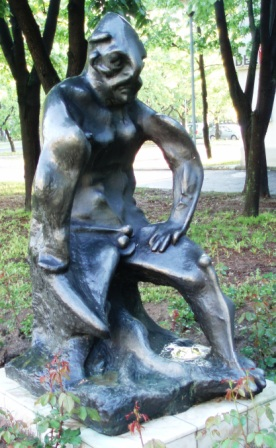
Матія Вукович. «Перун» (1962)

Готичні романи, романтизм та фольклорний реалізм активно зверталися до істот із народних вірувань. Міфологи XVIII—XIX ст. зібрали описи образу Перуна, спираючись як на давні пам'ятки, так і дослідження слов'янської язичницької релігії, зокрема на розвідки «Слов'янська старовина» Павела Шафарика, «Наука про слов'янську міфологію» Яна Гануша, тритомну працю російського вченого Олександра Афанасьєва «Поэтические возрения славян на природу», твори його послідовника Й. Коринфського, хорвата Натка Ноділа. На самому початку XX ст. Луї Леже з книгою «La MythologieSlave» (1901) і Любор Нідерле з «Slovanské Starožitnosti» заклали підвалини новітнього розуміння слов'янської релігії як розвиненішої, ніж вважалося, а в другій половині століття авторитетом користувалася книга В'ячеслава Іванова і Володимира Топорова «Исследования в области славянских древностей» (1974). Інша категорія джерело сучасного образу Перуна — містифікації та численні популярні брошури й публікації в газетах і журналах, які завищили роль Перуна в давніх віруваннях до Володимирової реформи.
Зображення Перуна здебільшого спираються на такі його характеристики, як повелівання громом і бурею. Тому він нерідко постає в художніх творах як запальний, норовливий, навіть лихий войовничий бог — бог війни та вояків.
Російський граф і поет другої половини ХІХ ст. Петро Бутурлін у виданій в 1896 році посмертно збірці сонетів зображає Перуна як могутнього бога, що відвідує свою кохану в супроводі громовиці та, подібно до античних богів, падає на неї дощем. Сергій Городецький, російський письменник початку XX ст., у збірках «Яр» і «Перун» 1907 року зображує Перуна як могутнього бога, що панує над світом. У його ж вірші «Зустріч Ярила з Перуном» Ярило постає богом життя, весіль і садів, а Перун — богом смерті, битв і черепів. В інших віршах Городецького люди благають в Перуна милості перед початком війни, бог грому перемагає Місяць і пітьму. Російський поет, міфограф, в'язень сталінських таборів Даниїл Андреєв у поемі «Ранкова ораторія» (1951) поряд з деміургами, геніями, богами й ангелами ставить Перуна як могутнього бога — дарувальника молодості й радості, відваги. Велимир Хлєбніков у вірші «Перуну» нагадує цьому богові про те, що його ідола кинули в Дніпро, що бог став безсилий.
У сербській літературі привертає увагу твір Растка Петровича «Бурлеск пана Перуна, бога грому» (1921), де Перун з'являється в язичницькому та християнському часових відрізках. Растко Петрович змальовує Перуна в часи його панування як суворого й запального володаря. Перун тут дбає про свої володіння та гнівається коли його діти порушують дані ним настанови: син пропускає непроханих гостей, сестра виходить заміж проти його волі. Потім, у християнські часи, Перун змальовується знехтуваним, ображеним, він ганить Богородицю та святого Петра. Цикл поезій «Літопис Перунових нащадків» (1976) про ранню історію слов'ян на Балканах сербська поетеса Десанка Максимович розпочинає віршем «Перун», де люди радіють, що Перун сильніший за немилосердного царя. Сербський поет Міодраг Павлович у вірші «Відхід Перуна» зі збірки «Нова Скіфія» (1979) розмірковує, що Перун не був таким уже сильним, якщо в нього перестали вірити, та проводить паралель між вірою в язичницьких богів і сліпим схилянням перед комуністичною владою.
Образ Перуна проходить крізь творчість українського поета-емігранта Олекси Стефановича. В його віршах Перун постає захисником волі та честі, ідеї української державності. Інший український поет-емігрант Володимир Шаян видав поему «Повстань, Перуне!» (1967), де зобразив Перуна богом-натхненником лицарів. У баладі Шаяна «Слава Свята» (1965) князь Святослав служитиме після смерті в Перуна разом з іншими доблесними воїнами. В фентезійному чотирикнижжі Дари Корній «Зворотні боки» (2012 — 2016) Перун протистоїть Стрибогу та захищає свою кохану на ім'я Птаха, котра перероджується в його дочці. Дара Корній запровадила до свого чотирикнижжя також Перуницю, що є одним з імен Птахи, котра втілює прообраз богині-матері. Перун у фентезійному романі Ніка Лисицького «Кий і морозна орда» (2024) — охоронець світів, якого розшукують головні герої, щоб він припинив затяжну зиму.
Перший український україномовний фільм-трилер «Штольня» (2006) містить в основі сюжету обряд людського жертвопринесення Перуну.
Перуну присвячена пісня «Перун Златорун» гурту «Dub Buk» з альбому «Русь понад усе!».
У коміксах Marvel Перун входить до команди супергероїв Верховних Рад (Supreme Soviets), захисників Радянського Союзу. Фігурує у понад 40-а випусках.
У відеогрі EVE Online існує войовнича космічна цивілізація Триглавський колектив, до якого належить клада (плем'я) Перуна.

## Назви на честь Перуна
В Україні є село Перун.
На його честь названо також польський ПЗРК Piorun.